# Підземне сховище газу Zsana
Підземне сховище газу Zsana — об'єкт нафтогазової інфраструктури Угорщини.
В кінці 1970-х на півдні Угорщини стартувала розробка газового родовища Zsana. А в 1992-му почались роботи із перетворення виснаженого родовища на підземне сховище газу, яке стало до ладу в 1996-му з об’ємом 600 млн м3. Станом на початок 2000-х об’єм ПСГ становив вже 1300 млн м3, при цьому використовували 20 свердловин. В 2009-му об’єм збільшили до 2170 млн м3. 
Зберігання газу відбувається у чотирьох вапнякових покладах, розташованих на глибині від 1695 до 1780 метрів. Мінімальний та максимальний тиск у сховищі коливається від 9,6 до 12,8 МПа. Технічно можливий добовий відбір складає 28 млн м3 при добовому рівні закачування у 17 млн м3. ПСГ має компресорну станцію, потужність якої на початку 2000-х становила 11,4 МВт.
Сполучення з газотранспортною системою країни відбувається за допомогою перемички довжиною 15 км та діаметром 800 мм до трубопроводу Варошфьолд – Szank.